# Æthelred al II-lea cel Șovăielnic
Ethelred II cel Șovăielnic (n. 967 d.Hr., Wessex – d. 23 aprilie 1016, Londra, Regatul Angliei) s-a născut în anul 968 d.H. A fost regele Angliei între 978-1013 și 1014-1016. Tatăl său era Edgar Pașnicul, iar mama sa Aelftrith. Tatăl său a murit în anul 975, astfel la tron a ajuns fratele său Eduard al II-lea Martirul. Datorită mai multor gafe a primit porecla de ,,șovăielnicul”. La doi ani după ce s-a instalat pe tronul Angliei, au reînceput invaziile danezilor
În anul 991 pierde bătălia de la Maldon, în fața lui Olaf Tryggvason, căruia i-a plătit 10000 de lire sterline. În același an va încheia un tratat cu Richard, duce de Normandia, prin care s-a angajat să nu-i sprijine pe rivalii săi.
Între 991-1012 i-a plătit de 5 ori tribut, numit danegeld, în argint regelui danez.
În anul 1002, se căsătorește pentru a doua oară cu Emma, fiica lui Richard al II-lea al Normandiei.
În anul 1006, a avut loc o mare remaniere în cadrul consiliului regelui. În același an a avut o mare invazie vikingă, stopată de o plată imensă de 36000 de lire sterline.
În anul 1009 s-a confruntat cu o altă armată vikingă. Danezii, conduși de Thorkell Tall, au devastat Anglia timp de trei ani.
În anul 1013, toți locuitorii de la nordul Tamisei l-au recunoscut rege al Angliei pe Sven I. Acesta a cucerit orașele Londra, Wincester și Oxford. Ethelred a fugit în Normandia. Din septembrie 1013, până la moartea sa, survenită în februarie 1014, Sven a fost regele Angliei. După moartea sa, tronul a fost ocupat din nou, de Ethelred. Acesta a murit la Londra în anul 1016. După moartea sa, Anglia a fost din nou invadată de fiul lui Sweyn, Knut.